# Justina Moniz
Justina Moniz (* 22. Juni 1959; † 23. Dezember 2020 in Dili, Osttimor), Kampfname Bilato Koro, war eine osttimoresische Freiheitskämpferin. Sie war eine Kommandantin der Forças Armadas de Libertação Nacional de Timor-Leste (FALINTIL).
Moniz verstarb in Anwesenheit des ehemaligen FALINTIL-Kommandeurs und Premierministers Taur Matan Ruak am 23. Dezember 2020 im Hospital Nacional Guido Valadares (HNGV). Der Tradition ihrer Region folgend, wurde sie tags darauf in ihre Heimatgemeinde Lautém überführt und dort beerdigt.